# Grote canastero
De grote canastero (Synallaxis hypochondriaca synoniem: Siptornopsis hypochondriaca) is een zangvogel uit de familie Furnariidae (ovenvogels).

## Verspreiding en leefgebied
Deze soort is endemisch in noordwestelijk Peru.

## Status
De grootte van de populatie is in 2020 geschat op 6000-15000 volwassen vogels. Op de Rode lijst van de IUCN heeft deze soort de status gevoelig.